# Wally Heglin
Wally Heglin est un compositeur américain notamment connu pour son travail d'arrangement sur le film Chantons sous la pluie et Le Cœur révélateur.